# Rosi Braidotti
Rosi Braidotti (Latisana, 28 settembre 1954) è una filosofa italiana naturalizzata australiana. Nata in Italia, ha studiato in Australia e in Francia e lavora nei Paesi Bassi. Attualmente Braidotti è Distinguished University Professor Emerita presso la Utrecht University, dove ha insegnato dal 1988. È stata docente e founding Director del programma di Women's Studies (1988-2005) e del Centro per le scienze umane (2007-2016) della Utrecht University. È stata insignita di laurea honoris causa dall’Università di Helsinki (2007) e Linköping (2013); è Fellow dell'Australian Academy of the Humanities (FAHA) dal 2009 e membro dell'Academia Europaea (MAE) dal 2014. Tra le sue principali pubblicazioni figurano Nomadic Subjects (2011) e Nomadic Theory (2011), entrambe con la Columbia University Press, The Posthuman (2013), Posthuman Knowledge (2019), e Posthuman Feminism (2022) con la Polity Press. Nel 2016 ha coeditato Conflicting Humanities con Paul Gilroy e nel 2018 The Posthuman Glossary con Maria Hlavajova, entrambi con la Bloomsbury Academic.

## Biografia

### Carriera
Braidotti, che ha la cittadinanza italiana e australiana, è nata in Italia e ha frequentato il liceo classico Jacopo Stellini di Udine fino al 1970, quando si è trasferita con la sua famiglia in Australia, dove si è laureata presso l’Australian National University di Canberra nel 1977, conseguendo due importanti riconoscimenti: la University Medal in Philosophy e l’University Tillyard. Grazie a una borsa di studio si è poi trasferita a Parigi dove ha conseguito il Dottorato in Filosofia alla Sorbona nel 1981. Nel 1988 ha iniziato a insegnare all'Università di Utrecht, nei Paesi Bassi, come Founding Professor in Women's Studies. Nel 1995 è diventata founding Director della Netherlands research school of Women's Studies, carica che ha ricoperto fino al 2005.
Braidotti è una pioniera dei Women's Studies in Europa: ha fondato la rete inter-universitaria SOCRATES NOISE e la Rete tematica ATHENA, che ha diretto fino al 2005. Nel 1994 è stata fellow della Scuola di scienze sociali dell’Institute for Advanced Study di Princeton; nel 2002-3 è stata professoressa Jean Monnet all’European University Institute di Firenze e nel 2005-6 è stata Leverhulme Trust Visiting Professor al Birkbeck College. È membro fondatore dell’European Consortium for Humanities Institutes and Centres (ECHIC) (2008), nel 2010 è stata eletta membro del Consiglio del Consortium Humanities Centres and Institutes (CHCI) e nel 2014 membro del consiglio scientifico del Conseil National de la Recherche Scientifique in Francia. Braidotti è stata poi founding Director del Centro per le scienze umane della Utrecht University (2007-2016) e attualmente è Distinguished University Professor presso la stessa università.
Braidotti fa parte del comitato consultivo di molte riviste femministe accademiche, fra cui Differences,  Signs, Women's Studies International Forum e Feminist Formations.
Il 13 giugno 2022 è andata formalmente in pensione e ha tenuto la sua Valedectory Lecture: Affirmative Ethics: We Are Rooted But We Flow presso l'Academiegebouw della Utrecht University.

### Pubblicazioni principali
Le pubblicazioni di Braidotti si sono sempre situate nella filosofia continentale, all’intersezione fra teoria sociale e politica, politiche culturali, teoria femminista e di genere e studi etnici. Il nucleo del suo lavoro interdisciplinare è costituito da quattro monografie, interconnesse, sulla costituzione della soggettività contemporanea, con particolare enfasi sul concetto di differenza nella storia della filosofia e della teoria politica europea. Il progetto filosofico di Braidotti indaga come pensare positivamente la differenza, il che significa muoversi oltre la dialettica che la oppone e la lega per negazione alla nozione di identità.
Ciò è evidenziato nel progetto filosofico impostato a partire dal suo primo libro Patterns of Dissonance: An Essay on Women in Contemporary French Philosophy, del 1991 e sviluppato nella trilogia che segue. Nel libro successivo, Nomadic Subjects: Embodiment and Difference in Contemporary Feminist Theory, del 1994, questa questione è formulata in termini più concreti: possono le differenze di genere, etniche e culturali europee essere intese fuori dalla camicia di forza della gerarchia e dell'opposizione binaria? Così il volume seguente, Metamorphoses: Towards a Materialist Theory of Becoming, del 2002, non analizza soltanto le differenze di genere ma anche altre distinzioni categoriali e binarie, come quella tra sé e altro/a, europeo/a e straniero/a, umano e non umano (animale/ambientale/tecnologico).
Il suo pensiero mette a fuoco l'ambivalenza sistematica che struttura le rappresentazioni culturali del mondo che abitiamo: globalizzato, tecnologicamente mediato, meticcio, attraversato da differenze di genere. Per questo Rosi Braidotti si chiede cosa occorra per produrre rappresentazioni culturali e politiche capaci di far fronte alle sfide di un mondo in rapido cambiamento. La sua metodologia si basa sul concetto di comprensione adeguata di Baruch Spinoza. La dimensione etica della differenza è indagata da Braidotti in Transpositions: On Nomadic Ethics, del 2006. Qui Rosi Braidotti interroga i diversi approcci etici elaborati intorno alle nozioni di differenza e diversità e giunge alla conclusione che ci sia molto da guadagnare nell'abbandonare la convinzione secondo cui partecipazione politica, empatia morale e coesione sociale possano essere prodotte soltanto sulla base della nozione del riconoscimento dell'identità.
Rosi Braidotti sostiene, dunque, una visione alternativa della soggettività, dell'etica, dell'emancipazione e delle differenze contro la deriva post-modernista del relativismo culturale, levandosi al contempo contro i dogmi dell'individualismo liberale. Attraverso il suo lavoro Rosi Braidotti afferma e dimostra l'importanza di combinare preoccupazioni teoretiche e impegno attivo allo scopo di produrre un pensiero capace di contribuire a cambiare il mondo. La produzione di Rosi Braidotti comprende, inoltre, la cura di numerosi volumi. Il suo lavoro è stato tradotto in 19 lingue e tutti i suoi libri principali sono stati tradotti in almeno tre lingue oltre all'inglese.

### Pubblicazioni recenti
Nel 2022 Braidotti ha pubblicato Posthuman Feminism, un testo che aiuta a stabilire un fondamento teorico per il femminismo postumano, un filone alternativo del postumanesimo che cerca di andare oltre l'umanesimo illuminista, di abbracciare il non umano e di immaginare come la tecnologia stia cambiando le nostre vite, pur ponendo al centro le questioni di giustizia sociale di genere, razza e classe.
In The Posthuman (Polity Press, 2013), Braidotti offre al contempo un'introduzione e un importante contributo al dibattito contemporaneo sul postumano. Partendo dall'affievolirsi della distinzione tradizionale tra l'umano e i suoi dissimili ed esponendo la struttura non naturalistica dell'umano, The Posthuman esplora fino a che punto un movimento postumanista possa far mutare la concezione dell'unità umanistica tradizionale del soggetto. Invece di intendere tale mutamento come una perdita di autocontrollo cognitivo e morale, Rosi Braidotti sostiene che la filosofia postumanista può aiutarci a dar senso alle nostre identità multiple e nomadi. Rosi Braidotti analizza poi l'escalation degli effetti del pensiero post-antropocentrico, che non coinvolge soltanto le altre specie ma anche la sostenibilità dell'intero nostro pianeta. Le economie di mercato contemporanee profittano del controllo e della mercificazione di tutte le forme di vita, puntando sull'ibridazione che cancella le distinzioni di categorie tra l'umano e le altre specie: semi, piante, animali e batteri. Tali dislocazioni indotte da culture ed economie globalizzate permettono una critica dell'antropocentrismo, ma fino a che punto sono attendibili come indicatori di un futuro sostenibile? In conclusione, nel suo The Posthuman, Braidotti considera le implicazioni di questi spostamenti rispetto alla pratica istituzionale delle materie umanistiche. Braidotti ci presenta per questo le nuove forme di neoumanesimo cosmopolita che emergono dallo spettro degli studi postcoloniali, così come dall'analisi di genere e dall'ambientalismo. La sfida della condizione postumana consiste nel cogliere l'opportunità di determinare un nuovo collante sociale e di costruire una nuova comunità, perseguendo al tempo stesso sostenibilità e responsabilizzazione.
Nel 2011 Rosi Braidotti ha pubblicato due libri: una versione aggiornata e riveduta di Nomadic Subjects e la collezione di saggi Nomadic Theory: The Portable Rosi Braidotti. La collezione contiene un'introduzione essenziale alla teoria del soggetto nomade e alle sue formulazioni innovative, passando per Gilles Deleuze, Michel Foucault, Luce Irigaray, e affrontando una serie di questioni politiche e culturali. Disposti tematicamente, i saggi iniziano con concetti quali la differenza sessuale e la soggettività incarnata e continuano esplorando la tecnoscienza, il femminismo, la cittadinanza postsecolare e le politiche di affermazione. Influenzata da filosofi come Gilles Deleuze e soprattutto dalla pensatrice femminista francese Luce Irigaray, Rosi Braidotti traghetta dunque il femminismo postmoderno nell'era dell'informazione con le sue considerazioni sul cyberspazio, sulle protesi macchiniche e sulla materialità della differenza. Braidotti riflette anche su come il concetto di differenza di genere possa influenzare la nostra interpretazione delle differenze uomo/animale e uomo/macchina. 
Braidotti è stata anche una pioniera rispetto alle prospettive europee nella filosofia e nella pratica femminista e il suo pensiero si è mostrato capace di influenzare anche i femminismi di terza ondata e contemporanei (transfemminismi e post-femminismi).

### Premi e riconoscimenti
Il 3 marzo 2005 Rosi Braidotti è stata insignita di un Cavalierato reale dalla Regina Beatrice dei Paesi Bassi; nell'agosto del 2006 ha ricevuto la Medaglia universitaria dall' University of Łódź in Polonia e le è stato attribuito un Diploma onorario in Filosofia dall'Helsinki University nel maggio 2007. Nel 2009 è stata eletta Membro onorario dell'Accademia australiana di Umanistica. Dal 2009 è Membro del Consiglio direttivo (Board) del CHCI (Consortium of Humanities Centre and Institutes). Nel 2013 ha ricevuto un Diploma onorario in Filosofia dalla Linköping University (Svezia). Nel 2014 è stata eletta membro dell'Academia Europaea. Nel 2022 ha ricevuto il premio Humboldt (von Humboldt Forschungspreis) per i risultati ottenuti nel corso della sua vita nella ricerca e nell'insegnamento, da parte della Fondazione Alexander von Humboldt e dell'Università di Göttingen, in Germania. La sua candidatura al premio è stata sostenuta dalla professoressa Hiltraud Casper-Hehne.

### Archivio
Il Fondo Rosi Baidotti, disponibile presso la Biblioteca Italiana delle Donne a Bologna (Convento di Santa Cristina) è frutto delle regolari donazioni da parte della filosofa all’Associazione Orlando. Comprende oltre 850 opere di filosofia femminista contemporanea (tra cui tutte le pubblicazioni di Rosi Braidotti), trattati filosofici e saggistica femminista di vario genere, in lingua italiana e in varie altre lingue (inglese e olandese in particolare) nonché riviste specializzate e pubblicazioni accademiche edite presso facoltà e dipartimenti universitari dedicati ai Women’s Studies.

### Impegno civile
Insieme a sua moglie, la docente Anneke Smelik, ha fondato nel 2014 il Rosanna Fund, il cui obiettivo è sostenere l’educazione accademica di studentesse e ricercatrici della Utrecht University durante momenti cruciali per la loro carriera. 
Rosi Braidotti, inoltre, collabora con il settimanale del Corriere della Sera, "7 - Sette", e da aprile 2021 è periodicamente ospite a Otto e mezzo, il programma di approfondimento giornalistico quotidiano di Lilli Gruber, per l’emittente televisiva italiana La7.

### Vita privata e altre attività
Omosessuale, dal 1998 è sposata con Anneke Smelik, docente di Visual Art all’Università di Nijmegen.
Fa parte da più di 20 anni della “Utrecht Klokkenluiders Gilde”, la Corporazione dei campanari di Utrecht, che promuove il suono manuale delle campane.

### Attività internazionale (dal 2011 a oggi)
- 2020: Visiting Research Fellowship al dipartimento di Media and Communication del Royal Melbourne Institute of Technology (RMIT).
- 2019-2022: Honorary Visiting Professorship all’Institute for Global Prosperity dell’University College di Londra, UK.
- 2019-2021: Finanziamento dalla Volkswagen Foundation per il Gruppo di ricerca Establishing a Regional Team Europe in the Framework of the World Humanities Report, sostenuto dall’UNESCO e dal CIPSH (Conseil International Philosophie et Sciences Humaines), con le Università di Göttingen, Bologna, Belgrado e l’University di Londra.
- 2019: Visiting Professorship Diane Middlebrook e Carl Djerassi al Centre for Gender Studies dell'University of Cambridge.
- 2017: Ha tenuto le Tanner Lectures on Human Values presso il Whitney Humanities Center della Yale University (1-3 marzo 2017).
- 2015–2017: Nominata membro del gruppo centrale del comitato direttivo della First World Humanities Conference, organizzata dal CIPSH (Conseil International de la Philosophie et des Sciences Humaines) dall’ UNESCO e dall'Università di Liegi (Belgio), dal 6 al 12 agosto 2017. Presidenti della Conferenza: Prof. Chao Gejin (Pechino) e Prof. Robert Halleux (Università di Liegi).
- 2014: Eletta membro del Consiglio scientifico del Conseil National de la Recherche Scientifique in Francia.
- 2012: Sovvenzione della Fondazione Mellon per un progetto di collaborazione internazionale su “Religione e appartenenza politica", con l'Università di Portland in Oregon; l'Università dell'Arizona, l'Università di Tel Aviv, l'Università cinese di Hong Kong e la Duke University in North Carolina.
- Dal 2011 a oggi: Membro fondatore del Consorzio europeo per gli istituti e i centri umanistici ECHIC.

### Relazioni principali a convegni e conferenze
- On Affirmation, presso il Critical Thinking Program del Museo Espacio de las Artes di Tenerife (TEA), il Consiglio insulare di Tenerife (Isole Canarie, Spagna) e il Dipartimento di Sociologia dell'Università di La Laguna, 16 settembre 2023.
- Posthuman Biopolitics, alla Conferenza annuale dell'American Association for Italian Studies, presso la Texas Christian University, Fort Worth Texas (solo online), 18-20 maggio 2023.
- Posthumanism and Education: Critical Perspectives, Conference keynote Lecture, The Philosophy of Education Society of Australasia PESA Committee, (solo online), Sidney, 10 dicembre 2022.
- On Posthuman Feminism, al Meeting on Arts, presso la 59ª Biennale d'Arte di Venezia, The Milk of Dreams, Venezia, Italia, 7 giugno 2022.
- Affirmative Ethics and Ways of Dying, alla (Im)materialities of Violence online Conference, Dipartimento di Lingue Moderne, Università di Birmingham, Regno Unito, 25 novembre 2021 (solo online).
- Posthuman Feminism al Future of Feminism Workshop presso The British Society for Phenomenology and the University of Tilburg, 24 novembre 2021 (solo online).
- Corpi postumani alla Conferenza Memorie, Bussole, Cambiamenti del Laboratorio di Studi Femministi "Sguardi sulle differenze" dell’Università La Sapienza di Roma, 12 novembre 2021 (solo online).
- Posthuman Feminism: Sexuality Beyond Gender, al Second Latinamerican Dialogue Polimorphisms II: The Posthuman organizzato dall’International Psychoanalytic Association Committee “Sexuality and Gender diversity” e dall’Interdisciplinary Studies on Subjectivity Program presso la University of Buenos Aires, Argentina, 4 giugno 2021 (solo online).
- The New Humanities, presso l’Arab Regional Forum on the Humanities “Recentering the Humanities”. Organizzato dall’UNESCO e dal CIPSH, Beirut, 6-7 aprile 2021 (solo online).
- La condizione postumana, presso il GEMMA Gender Studies Programme, Università di Bologna, 15 giugno 2020 (solo online).
- Gender, Research, Europe: New Perspectives for Collaborative Work, alla conferenza di chiusura del progetto H2020 "PLOTINA: Promoting Gender Balance and Inclusion in Research, Innovation and Training”, presso l’Università di Bologna, 27 gennaio 2020.
- Posthuman Subjectivity, alla "After Agency" Conference presso l’Adam Mickiewicz University, Poznan, Polonia, 13 November 2019 (solo online).
- The Critical Posthumanities, al quarto simposio di studi sociali e culturali del SoCuM: “Posthuman? New Perspectives on Nature/Culture” /Jenseits des Menschen? Posthumane Perspektiven auf Natur/Kultur", Johannes Gutenberg University di Mainz, Germania, 19 Settembre 2019.
- Affirmation and Critical Posthuman Theory, alla 25th International Conference of the Friedrich Nietzsche Society: “Nietzsche and Humanity: (Anti-)Humanism, Posthumanism, Transhumanism”, presso l’Università di Tilburg, Paesi Bassi, 14 settembre 2019.
- What Is the Human in the Humanities Today?, alla conferenza “Posthumanities in Asia: Theories and Practices”, presso la Kansei University, Osaka, Giappone, 8 giugno 2019.

## Produzione saggistica

### Opere
- Patterns of Dissonance: an Essay on Women in Contemporary French Philosophy, Polity Press Cambridge; USA: Routledge 1991. Second edition: 1996.
- Co-authored with Ewa Charkiewicz, Sabine Hausler and Saskia Wieringa, Women, the Environment and Sustainable Development. Towards a Theoretical Synthesis, Zed Books, London 1990.
- Nomadic Subjects. Embodiment and Sexual difference in Contemporary Feminist Theory, Columbia University Press, Cambridge 1994.
- Metamorphoses: Towards a Materialist Theory of Becoming, Polity Press, Cambridge 2002.
- Feminismo, diferencia sexual y subjetividad nómada, Gedisa, Barcelona 2004.
- Op doorreis: nomadisch denken in de 21ste eeuw, Boom, Amsterdam 2004.
- Transpositions: On Nomadic Ethics, Polity Press, Cambridge 2006.
- Egy nomád térképei. Feminizmus a posztmodern után, Balassi Kiado, Budapest 2007.
- La philosophie, là où on ne l’attend pas, Larousse, Paris 2009.
- Nomadic Subjects. Embodiment and Sexual Difference in Contemporary Feminist Theory, Second Edition, Columbia University Press, New York 2011a.
- Nomadic Theory. The Portable Rosi Braidotti, Columbia University Press, New York 2011
- The Posthuman, Polity Press, Cambridge 2013.
- Les posthumanitats a debat, Barcelona: CCCB, col·lecció Breus, 2017a
- Posthuman Knowledge, Polity Press, Cambridge 2017
- Posthuman Feminism, Polity Press, Cambridge 2022.

### Opere in italiano
- Dissonanze. Le donne e la filosofia contemporanea, trad. it. E. Roncalli, La tartaruga, Milano 1994.
- Soggetto nomade: Femminismo e crisi della modernità, trad. it. T. D'agostini, Donzelli, Roma 1995.
- Nuovi soggetti nomadi. Transizioni e identità postnazionaliste, trad. it. di A. M. Crispino, Luca Sossella Editore, Roma 2002.
- In metamorfosi: Verso una teoria materialistica del divenire, trad. it. M. Nadotti, Feltrinelli, Milano 2003.
- Rosi Braidotti, Roberta Mazzanti, Maria Serena Sapegno, Annamaria Tagliavini, Baby Boomers: Vite parallele dagli anni Cinquanta ai cinquant’anni, Giunti, Firenze 2003.
- Madri, mostri e macchine, trad.it. A. M. Crispino, Manifestolibri, Roma 2005.
- Trasposizioni: Sull'etica nomade, a cura di A. M. Crispino, Luca Sossella Editore, Roma 2008.
- Il postumano: la vita oltre l'individuo, oltre la specie, oltre la morte, trad.it. A. Balzano, DeriveApprodi, Bologna 2014.
- Per una politica affermativa. Itinerari etici, trad.it. e a cura di A. Balzano, Meltemi Editore, Milano 2017.
- Materialismo radicale. Itinerari etici per cyborg e cattive ragazze, trad.it. e cura di A. Balzano, Meltemi editore, Milano 2019
- Il postumano. La vita oltre l'individuo, oltre la specie, oltre la morte. Vol. I, trad.it. di A. Balzano, DeriveApprodi, Bologna 2020
- Madri, mostri, macchine, a cura di A. M. Crispino, Castelvecchi, Roma 2021.
- Fuori sede. Vita allegra di una femminista nomade, trad.it. C. Fioravanti, Castelvecchi, Roma 2021.
- Il postumano. Saperi e soggettività. Vol. II, trad.it. A. Balzano, DeriveApprodi, Bologna 2022.
- Il postumano. Femminismo. Vol. III, trad.it. A. Balzano, DeriveApprodi, Bologna 2023.
- Soggetti nomadi. Corpo e differenza sessuale, trad. it. di A. M. Crispino e C. Fioravanti, Castelvecchi, Roma 2023.
- In metamorfosi: Verso una teoria materialistica del divenire, trad. it. e a cura di M. Nadotti, Castelvecchi, Roma 2024.

### Curatele
- Guest editor Braidotti, Rosi (1987). Des organes sans corps. Les cahiers du GRIF. 36 (1): 7–22. doi:10.3406/grif.1987.1735.
- Guest editor Braidotti, Rosi (July 1993). Women's studies at the university of Utrecht. Women's Studies International Forum. 16 (4): 311–324. doi:10.1016/0277-5395(93)90020-a.
- Een beeld van een vrouw. De visualisering van het vrouwelijke in een postmoderne cultuur, Kampen: Kok Agora, 1993, pp. 188.
- Poste restante. Feministische berichten aan het postmoderne. Kampen: Kok Agora, 1994, pp. 157.
- (Curato con Suzette Haaksma) Ik denk dus zij is; De vrouwelijke intellectueel in literair en historisch perspectief, Kampen: Kok Agora, 1994, pp. 199.
- (Curato con Nina Lykke) Between Monsters, Goddesses and Cyborgs. Feminist Confrontations With Science, Medicine and Cyberspace. London: Zed Books, 1996, pp. 260.
- (Curato con Gloria Wekker) Praten in het donker. Multiculturalisme en anti-racisme in feministisch perspectief. Kampen: Kok Agora, 1996, pp. 170.
- (Curato con Gabriele Griffin) Thinking Differently: a Reader in European Women's Studies, London / New York: Zed Books, 2002, pp. 405.
- (Curato con Charles Esche and Maria Hlavajova) Citizens and Subjects: The Netherlands, for example, Critical Reader/Catalogue for the Dutch Pavilion at the Biennale in Venice, 2007 Utrecht: BAK and Zurich: JRP, pp. 334.
- (Curato con Claire Colebrook and Patrick Hanafin) Deleuze and Law. Forensic Futures. London: Palgrave Macmillan, 2009, pp. 212.
- (Curato con Claire Colebrook) special edition of Australian Feminist Studies, on: Feminist Timelines, Routledge Volume 24 Issue 59, 2009, pp. 142.
- The History of Continental Philosophy, Volume 7, Durham: Acumen, 2010, pp. 398.
- (Curato con Patrick Hanafin and Bolette Blaagaard) After Cosmopolitanism, New York: Routledge, 2012, pp. 188.
- (Curato con Patricia Pisters) Revisiting Normativity with Deleuze. London and New York: Continuum, 2012, pp. 238.
- (Curato con Rick Dolphijn) This Deleuzian Century. Leiden: Brill, 2015.
- (Curato con Paul Gilroy) Conflicting Humanities. London: Bloomsbury, 2016.
- (Curato con Rick Dolphijn) Philosophy After Nature. London and New York: Rowman & Littlefield, 2017.
- (Curato con Maria Hlavajova) The Posthuman Glossary. London: Bloomsbury Publishing, 2018.
- (Curato con Vivienne Bozalek, Tamara Shefer, and Michalinos Zembylas). Socially Just Pedagogies. Posthumanist, feminist and materialist perspectives in higher education. London and Oxford: Bloomsbury Academic, 2018.
- (Curato con Cecilia Åsberg) A Feminist Companion to the Posthumanities. New York: Springer, 2018.
- (Curato con Simone Bignall) Posthuman Ecologies: Complexity and Process after Deleuze. New York and London: Rowman & Littlefield, 2019.
- (Curato con Matthew Fuller) Transversal Posthumanities Special issue of Theory, Culture & Society, vol. 36, no. 6, November 2019.
- (Curato con Rick Dolphijn) Deleuze and Guattari and Fascism. Edinburgh: Edinburgh University Press, 2022.
- (Curato con Emily Jones and Goda Klumbyte) More Posthuman Glossary. London and New York: Bloomsbury Academic, 2022.
- (Curato con Hiltraud Casper-Hehne, Marjan Ivkoviç and Daan Oostveen), The Edinburgh Companion to the New European Humanities, Edinburgh University Press, 2024.